# Pont suspendu de Louhunsalmi
Le pont suspendu de Louhunsalmi est un pont situé dans le quartier de Säynätsalo à Jyväskylä en Finlande.

## Description
Le pont relie les îles Säynätsalo et Lehtisaari du Lac  Päijänne. 
Le pont conçu par Bruno Kivisalo est construit en 1957 et il a une longueur de 178 mètres.

## Références

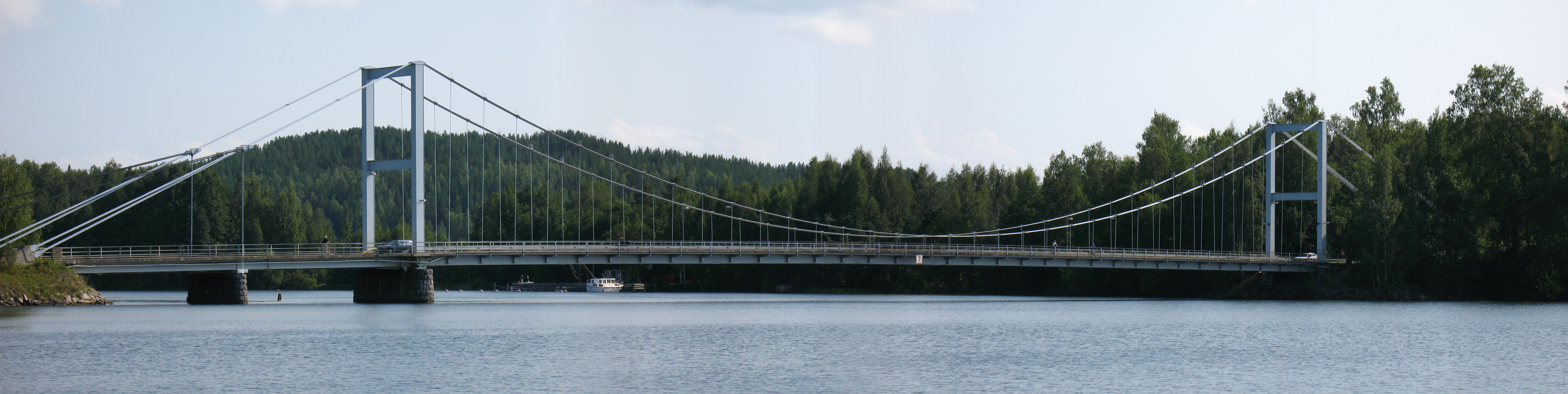
Le pont de Louhunsalmi.